# The Undertow
The Undertow er en amerikansk stumfilm fra 1916 af Frank Thorne.

## Medvirkende
- Franklin Ritchie som James King.
- Helene Rosson som Esther Strong.
- Eugenie Forde som Mrs. King.
- Orral Humphrey som Hammond.
- Harry von Meter som John Morden.